# Сульфат магнію (лікарський засіб)

Сульфат магнію у вигляді ліків використовується для лікування та профілактики низького рівня магнію в крові та судом у жінок з еклампсією. Він також використовується для лікування torsades de pointes, важких загострень астми, запорів і отруєння барієм. Його вводять шляхом ін'єкції у вену або м'яз, а також перорально. Як англійська сіль, він також використовується для мінеральних ванн.
Серед частих побічних ефектів — низький кров'яний тиск, гіперемія шкіри та низький рівень кальцію в крові. Серед інших побічних ефектів — блювота, м'язова слабкість і уповільнене дихання. Хоча є докази того, що використання під час вагітності може завдати шкоди дитині, за певних умов користь більша, аніж ризик. Його використання в період грудного вигодовування вважається безпечним. Спосіб його дії до кінця не вивчений, але вважається, що він пригнічує роботу нейронів.
Сульфат магнію увійшов у медичне застосування щонайменше в 1618 році. Він входить до списку основних лікарських засобів Всесвітньої організації охорони здоров'я.

## Форми
Сульфат магнію доступний у вигляді дигідрату сульфату магнію, гептагідрату сульфату магнію і моногідрату сульфату магнію.

### Гептагідрат
Всесвітня організація охорони здоров'я рекомендує використовувати гептагідрат сульфату магнію для медичних ін'єкцій.

## Зовнішнє використання

### Солі для ванни
Сульфат магнію використовують як солі для ванн, особливо як ванни для ніг, щоб заспокоїти хворі ноги. Дія солі частково косметична: збільшення іонної сили запобігає утворенню деяких тимчасових зморшок шкіри (часткова мацерація), які можуть виникнути під час купання у звичайній воді.
Вважається, що ванни з англійською сіллю також заспокоюють м'язові болі та прискорюють відновлення м'яза після хвороби чи травми. Однак ці твердження не були науково підтверджені. Розчинність сульфату магнію у воді пригнічується ліпідами в лосьйонах, що призводить до змінної швидкості поглинання при нанесенні на шкіру. Температура і концентрація також є вагомими факторами.

#### Дослідження
Дослідження місцевого застосування магнію (наприклад, ванни з епсомовою сіллю) дуже обмежені. Рада з англійської солі рекомендує купатися 2 або 3 рази на тиждень, використовуючи 500—600 г англійської солі кожного разу.

### Ізоляційні баки
Сульфат магнію зазвичай використовується у флотаційній терапії для приготування концентрованих розчинів, які заповнюють ізоляційні баки. Його висока розчинність у воді дає ванни з високою питомою вагою, які роблять тіло бадьорішим. Його незначна токсичність є важливою перевагою цього застосування.

### Мінеральні води
Іони магнію та сульфату природним чином присутні в деяких мінеральних водах.

### Паста для малювання
У Великій Британії препарат, що містить сульфат магнію, називається «малюючою пастою» і вважається корисним для лікування невеликих фурункулів або локалізованих інфекцій та для видалення скалок. Стандартний склад Британської фармакопеї — це висушений сульфат магнію 47,76 % (за масою), фенол 0,49 % і гліцерин для збалансування.

## Внутрішнє використання

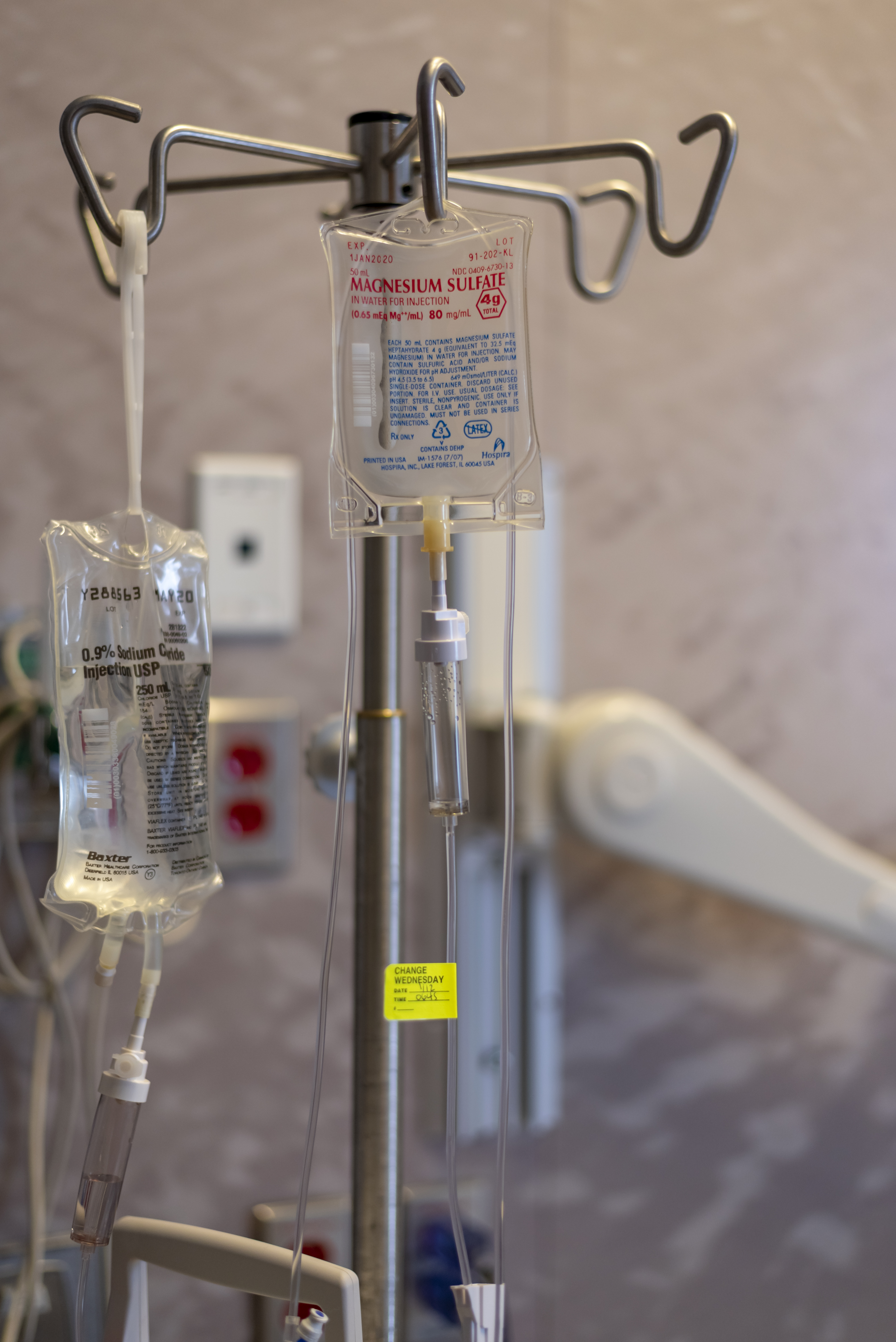
Сульфатно-магнієвий розчин для внутрішньовенного введення

Сульфат магнію можна вживати перорально, респіраторно, внутрішньовенно або інтратекально.

### Дефіцит магнію
Ін'єкційний сульфат магнію використовується як замісна терапія при дефіциті магнію.
Перорально введений сульфат магнію є проносним, тому магній погано засвоюється.

### Аритмія
Сульфат магнію можна використовувати як антиаритмічний засіб при torsades de pointes при зупинці серця згідно з рекомендаціями ECC та для лікування аритмій, спричинених хінідином.

### Астма
Сульфат магнію можна використовувати як бронхолітичний засіб після того, як були випробувані бета-агоністи та антихолінергічні агенти, наприклад, при важких загостреннях астми. Сіль можна вводити за допомогою небулайзера або шляхом внутрішньовенної ін'єкції.

### Еклампсія
Сульфат магнію ефективний у зниженні ризику прогресування прееклампсії в еклампсію. Внутрішньовенне введення сульфату магнію використовується для профілактики та лікування нападів еклампсії. Він знижує систолічний артеріальний тиск, але не змінює діастолічний артеріальний тиск, тому кровопостачання плода не порушується. Він також широко використовується при еклампсії, де порівняно з діазепамом або фенітоїном він призводить до кращих результатів.

### Раннє доставляння
Колись сульфат магнію використовувався як токолітик, але метааналіз не підтвердив його як засіб проти скорочень. Використання протягом тривалого часу (понад п'ять — сім днів) може призвести до проблем зі здоров'ям дитини.
У тих, хто має ризик передчасних пологів, сульфат магнію знижує ризик розвитку церебрального паралічу. Невідомо, чи допомагає це тим, хто народився в термін. Рекомендації щодо використання сульфату магнію у матерів із ризиком передчасних пологів не дотримуються суворо.

### Отруєння барію хлоридом
Сульфат магнію використовується для лікування отруєння хлоридом барію, де сульфат зв'язується з барієм, утворюючи нерозчинний сульфат барію.

### Свинцеве отруєння
Сульфат магнію історично використовувався для лікування отруєння свинцем. До розробки хелатної терапії випадки випадкового проковтування свинцю часто негайно лікували сульфатом магнію, який призводив до випадання свинцю в осад і, за допомогою достатньо високої дози, буквально вичищався із травної системи у вигляді нерозчинного сульфату свинцю (II). У цьому застосуванні сульфат магнію має особливе застосування у ветеринарії початку-середини 20 століття; англійська сіль вже була доступна на багатьох фермах для сільськогосподарських цілей, і її часто призначали для лікування сільськогосподарських тварин, які випадково проковтнули свинець.

### Допоміжний засіб для місцевих анестетиків
Сульфат магнію можна вводити інтратекально з опіоїдами, щоб подовжити їх знеболювальну дію

## Дослідження
Сульфат магнію використовувався як експериментальні ліки для лікування синдрому Іруканджі, викликаного отруєнням певними видами медуз Іруканджі, але ефективність цього лікування залишається недоведеною.

## Безпека
Аномально підвищена концентрація магнію в плазмі крові називається — гіпермагніємія.